# Струпець (Врачанська область)
Струпе́ць (болг. Струпец) — село у Врачанській області Болгарії. Входить до складу общини Роман.

## Населення
За даними перепису населення 2011 року у селі проживали 353 особи.
Національний склад населення села:
| Національність   | Кількість осіб | Відсоток |
| ---------------- | -------------- | -------- |
| болгари          | 282            | 94,3%    |
| цигани           | 17             | 5,7%     |
| турки            | 0              | 0%       |
| інша             | 0              | 0%       |
| не визначились   | 0              | 0%       |
| Всього відповіли | 299            |          |

Розподіл населення за віком у 2011 році:
Динаміка населення: